# Oberderdingen
Oberderdingen (do 1964 Derdingen) – miasto w Niemczech, w kraju związkowym Badenia-Wirtembergia, w rejencji Karlsruhe, w regionie Mittlerer Oberrhein, w powiecie Karlsruhe, siedziba wspólnoty administracyjnej Oberderdingen. Leży w Kraichgau, nad rzeką Kraichbach, ok. 30 km na wschód od Karlsruhe, przy drodze krajowej B293 i linii kolejowej Stuttgart – Mannheim. Do 31 października 2023 gmina.

## Osoby związane z miastem
- Franz von Sickingen, zwolennik reformacji